# Claoxylon purpureum
Claoxylon purpureum är en törelväxtart som beskrevs av Elmer Drew Merrill. Claoxylon purpureum ingår i släktet Claoxylon och familjen törelväxter. Inga underarter finns listade i Catalogue of Life.